# Gentianella waygecha
Gentianella waygecha är en gentianaväxtart som beskrevs av J.S.Pringle och J.R.Grant. Gentianella waygecha ingår i släktet gentianellor, och familjen gentianaväxter. Inga underarter finns listade i Catalogue of Life.